# Seto Leelo

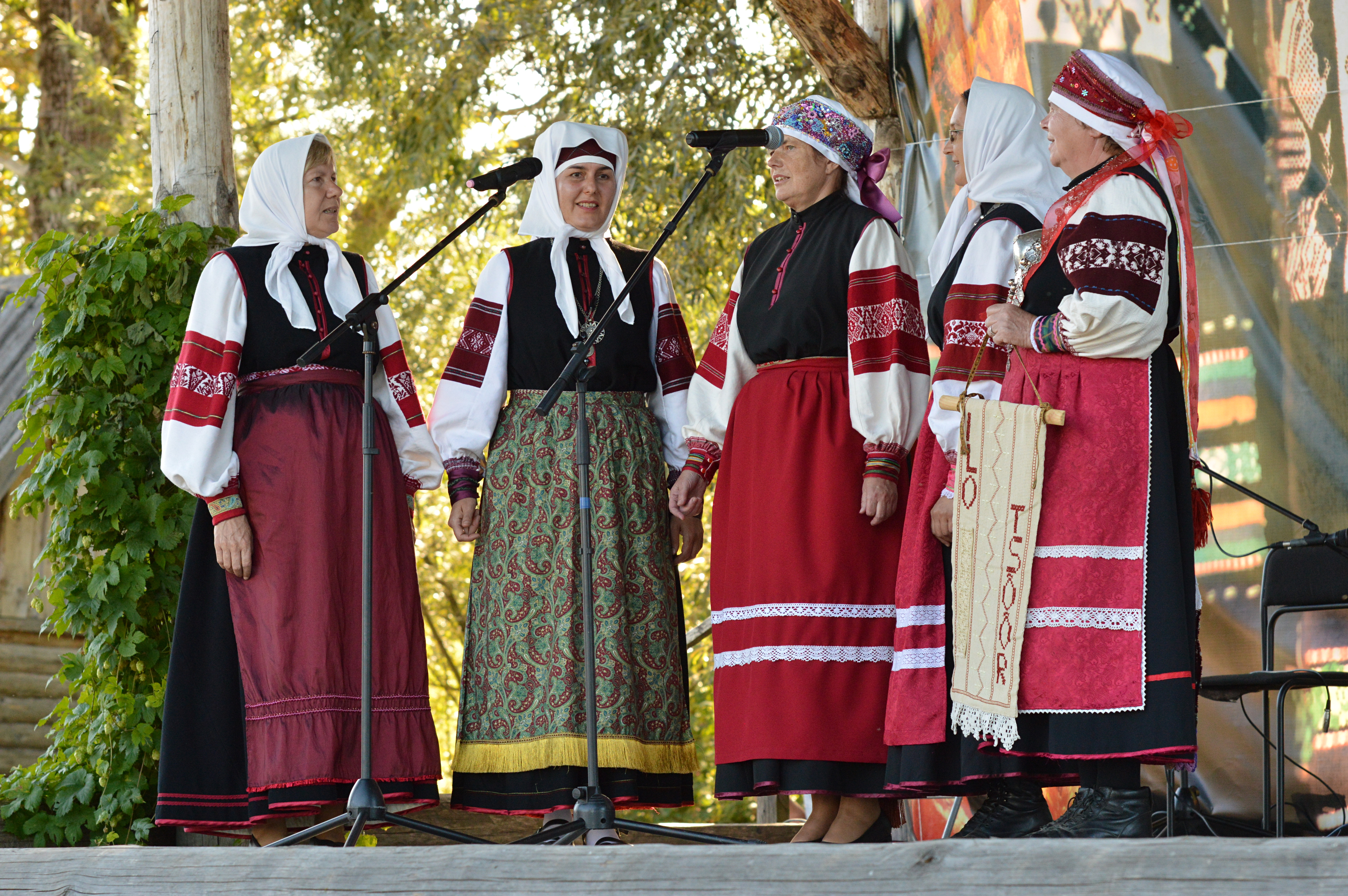
Põlva-Leelo-Chor Ilotsõr, Radaja Seto Festival (2016)

Leelo, auch Seto Leelo, bezeichnet die heterophone Gesangstradition des finno-ugrischen Volks der Setukesen (auch Seto genannt), die vornehmlich im Südosten Estlands und im angrenzenden Teil Russlands in der Region Setumaa leben. Seto Leelo wurde 2009 in die UNESCO-Liste des immateriellen Kulturerbes der Menschheit aufgenommen.

## Herkunft und Bedeutung
Der Gesang ist neben der setukesischen Sprache sowie den regionalen Volksfesten ein elementarer Bestandteil der setukesischen Kultur und Identität. Der Ausdruck Leelo kommt vom setukesischen Wort für „Lied“ bzw. „Gesang“. Die historischen Wurzeln reichen weit in den Runo-Gesang der ostseefinnischen Völker zurück. Einflüsse stammen auch aus der volkstümlichen russischen Gesangstradition. 
Früher begleitete der Leelo-Gesang die traditionelle landwirtschaftliche Arbeit und war bei allen Gelegenheiten präsent. Der Volksgesang wird heute vor allem an den Festen zu besonderen setukesischen Feiertagen (kirmas) wie der seit 1994 jährlich stattfindenden Wahl eines Setukönigs, dem 1977 gegründeten Leelo Festival oder bei traditionellen Familienfeiern in der Region Setumaa aufgeführt. Die meisten Sängerinnen tragen dabei die farbenfrohe überlieferte Tracht, bei der besonders der große Silberschmuck ins Auge springt.

## Beschreibung
Chor- und Sologesang wechseln sich beim Leelo strophenweise ab. Der Vorsänger oder die Vorsängerin improvisiert dabei nach streng festgelegten Regeln über einzelne Worte. Der Chor setzt in den letzten Silben des Vorsängers ein, greift dessen Strophe inhaltlich auf und singt nach. Die Texte des Leelo sind dabei nicht festgelegt und werden häufig improvisiert. Der Vorsänger nimmt seine Inspiration aus situativen Gelegenheiten und verarbeitet diese spontan in seinem Text. Diese Textimprovisation setzt viel Erfahrung und Einfühlungsvermögen voraus. Daneben kann der Vorsänger auch auf kanonisierte und formelhafte Liedtexte zurückgreifen. In der Regel werden nur althergebrachte Melodien gesungen und keine neuen komponiert.

## Sänger
Der Großteil der Leelo-Sänger sind traditionell Frauen. Besonders begabte Dichterinnen nennt man sõnoline („Wortkundige“). Vorsängerinnen mit einem reichhaltigen Melodierepertoire werden mit dem ehrenwerten Titel lauluimä („Liedmutter“) bezeichnet. Ein Denkmal für die „Liedmütter“ wurde 1986 in der Ortschaft Obinitsa in Setumaa errichtet.
2008 gab es zwanzig Leelo-Chöre in Estland mit jeweils etwa zehn Sängerinnen und Sängern (darunter nur zwei Männerchöre) und einige wenige Chöre in Russland.
Ein Großteil der Setukesen lebt heute im Südosten der Republik Estland, immer mehr aber auch außerhalb des historischen setukesischen Siedlungsgebiets in den estnischen Städten. Einige wenige Setukesen wohnen in der russischen Oblast Pskow in der Umgebung von Petschory (deutsch Petschur, estnisch Petseri). Die Setukesen bekennen sich im Gegensatz zu den lutherischen Esten hauptsächlich zum orthodoxen Glauben, der insbesondere die Festtradition stark geprägt hat.
Die estnische Regierung unterstützt heute die Kulturtradition der setukesischen Minderheit mit einem umfassenden Kulturprogramm und für estnische Verhältnisse bedeutenden Fördermitteln. In Russland verschwinden durch die geringe Zahl der Setukesen die Sitten und Gebräuche dagegen immer mehr.

## Diskografie
- Setusongs. Aufgenommen in Värska und Obinitsa im Mai 1990. CD produziert von Global Music Centre und Mipu Music (MIPUCD 104) 1991